# Mimi wo Sumaseba
Mimi wo Sumaseba (耳をすませば, Mimi wo Sumaseba, O Sussurro do Coração (título em Portugal) ou Sussurros do Coração (título no Brasil)) é um filme de romance em animação japonês do Estúdio Ghibli, dirigido por Yoshifumi Kondō e escrito por Hayao Miyazaki baseado no mangá de mesmo nome de 1989 de Aoi Hiiragi. O filme é estrelado por Yoko Honna, Issei Takahashi, Takashi Tachibana, Shigeru Muroi, Shigeru Tsuyuguchi e Keiju Kobayashi. Foi o primeiro filme teatral do Studio Ghibli a ser dirigido por alguém que não fosse Miyazaki ou Isao Takahata. Foi também o único filme do Ghibli que não foi dirigido por Miyazaki ou Takahata por sete anos até O Reino dos Gatos ser lançado em 2002, que focava em um personagem secundário deste filme, o Barão. Em 2025 o filme será lançado pela Obras-Primas do Cinema em blu-ray oficialmente no Brasil.  

## Enredo
Shizuku Tsukishima é uma estudante de 14 anos da Escola de Enino Fundamental Mukaihara, onde ela é a melhor amiga de Yuko Harada. Morando em Tóquio com seus pais Asako e Seiya, além de dividir um quarto com a irmã mais velha Shiho, Shizuku é uma leitora nata e gosta de escrita criativa. Durante uma noite normal, ela olha os cartões de locação em seus livros da biblioteca. Ela descobre que todos foram pegues anteriormente por alguém chamado Seiji Amasawa (天沢聖司).
Nos dias seguintes, Shizuku encontra um jovem, mais tarde revelado ser Seiji, que a irrita para provocá-la sobre a música que ela compôs para o clube de literatura o qual faz parte na escola: "Concrete Roads".. Ao encontrar um gato andando de trem, Shizuku o segue para descobrir uma loja de antiguidades administrada por Shiro Nishi. Na loja há uma estatueta de gato apelidada de "O Barão". Shizuku está em êxtase por encontrar "um lugar onde as histórias começam" e pergunta a Nishi se ela pode voltar.
Shizuku mais tarde encontra seu caminho de volta para a loja de antiguidades, onde Seiji a encontra. Seiji mostra a Shizuku a oficina que fica no porão da casa de Nishi, onde ela descobre que ele está aprendendo a fazer violinos para perseguir seu sonho de se tornar um mestre luthier. Shizuku implora a Seiji para tocar violino para ela, mas ele só concorda com a condição de que ela cante junto. Seiji e um Shizuku mortificado cantam "Take Me Home, Country Roads", acompanhados por Nishi e seus amigos. Seiji é revelado ser o neto de Nishi, e Shizuku e Seiji finalmente tornam-se amigos.
Dias depois de os dois se conhecerem, Seiji parte para Cremona, Itália, para um intercâmbio de dois meses com um mestre violinista, mas não antes de admitir que admira os talentos de Shizuku e que pegou um grande número de livros para ler antes dela na esperança de que ela eventualmente o notasse. Inspirada por Seiji perseguir seu sonho, Shizuku resolve testar seu talento como escritora criativa. Ela decide continuar escrevendo seriamente durante os dois meses. Ela pergunta a Nishi se ela pode escrever uma história com o Barão, ao qual Nishi concede seu consentimento em troca de ser o primeiro a ler sua história acabada.
Shizuku inventa uma história de fantasia apresentando-se como a protagonista feminina, o Barão como o herói masculino que está procurando por seu amor perdido, Louise, e o gato que ela seguiu do trem (um gato do bairro que é, entre outros nomes, conhecido como "Moon" e "Muta") como o vilão da história que tirou Louise do Barão. Dedicando seu tempo à escrita, Shizuku não se alimenta bem, fica acordada até tarde e suas notas escolares caem drasticamente. Shizuku discute com sua família sobre suas notas e se ela vai mesmo frequentar o ensino médio. Enquanto ela continua a se esforçar para terminar a história antes que Seiji volte, sua ansiedade aumenta e ela começa a desanimar.
Quando sua história está completa, Shizuku entrega o manuscrito a Nishi. Depois que Nishi lê a escrita de Shizuku e dá a ela sua avaliação honesta, ela começa a chorar quando o estresse dos últimos dois meses finalmente se transforma em alívio. Consolando-a com udon, Nishi conta a Shizuku a história da vida real do Barão. Nishi revela que quando estudou na Alemanha em sua juventude, ele encontrou seu primeiro amor, uma jovem chamada Louise. Nishi descobriu as estatuetas gêmeas do Barão e sua companheira em um café, mas como a estatueta feminina estava fora para reparos, o lojista só permitiria que Nishi comprasse o Barão se Louise concordasse em ficar com o companheiro do Barão para que eles pudessem ser reunidos assim que Nishi retornou à Alemanha. No entanto, os dois amantes e suas estátuas de gato foram separados durante a Segunda Guerra Mundial e Nishi não conseguiu encontrar nenhum vestígio de Louise depois disso.
Decidindo que ela precisa aprender mais sobre escrita, e que ela quer ir para o ensino médio, Shizuku é devolvida para casa por Nishi e anuncia para sua mãe que ela vai retomar os estudos para o vestibular em tempo integral. No início da manhã seguinte, ela acorda e olha pela janela para ver Seiji em sua bicicleta. Ele voltou um dia antes.
Os dois vão na bicicleta de Seiji até um mirante e assistem ao nascer do sol sobre a cidade, onde Seiji professa seu amor por Shizuku e propõe que eles se casem em algum momento no futuro; ela aceita alegremente.